# Operace Sauerkraut
Operace Sauerkraut (Kyselé zelí) byla americkou špionážní operací v režii Office of Strategic Services (předchůdce CIA) na území Itálie v období druhé světové války.

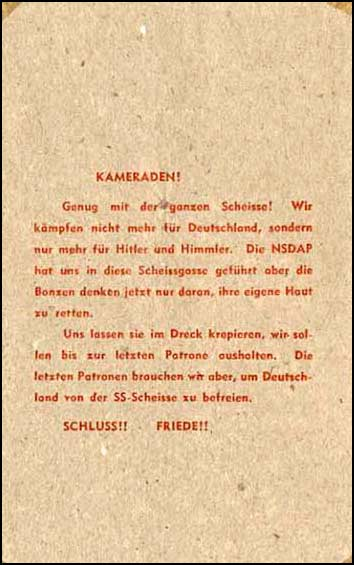
Leták pro vojáky

Operace Sauerkraut byla programem oddělení dezinformačních operací OSS v Římě, který byl spuštěn na italském bojišti za účelem co největšího využití situace po atentátu na Adolfa Hitlera z 20. července 1944. Atentát skýtal příležitost pro útok na morálku německých vojsk v případě rychlého rozšíření zprávy o něm. Klíčová byla v tomto směru zmínka o rozporech mezi armádními špičkami. Operace proběhla za pomoci agentů proniknuvších přes frontovou linii a šířících smyšlené zvěsti, letáky a padělané noviny, rozkazy či oficiální prohlášení. Jedním z nich byl např. podvržený denní rozkaz podepsaný polním maršálem Waltherem von Brauchitsch o převzetí kontroly nad armádou a o pokračování revolty. Agenti byli vybíráni z řad válečných zajatců. Výběr prováděla Barbara Lauwersová (původním jménem Božena Hauserová, rodačka z Brna). Po infiltraci roztrušovali a vyvěšovali podvržené materiály a při vojenských kontrolách se vydávali za vojáky hledající svou jednotku. V případě vhodné příležitosti prováděli i běžnou špionáž. Po provedení úkolu se vraceli zpět na území ovládané spojenci. Vzhledem k počátečním úspěchům bylo v operaci pokračováno i nadále.
Největším úspěchem operace byla dezerce přibližně šesti set příslušníků českého Vládního vojska k italským partyzánům, která probíhala po distribuci českojazyčných a slovenskojazyčných letáků s textem:
| „ | Českoslovenští vojáci u německé armády! V září roku 1938 přísahal Hitler v berlínském Sportpalastu před světem, že ani jeden Čechoslovák nebude sloužit v německé armádě. A dnes jsou naši vojáci využíváni nacisty k tomu, aby obsluhovali jejich vojska! Na straně Spojenců v Itálii, za německými liniemi, bojují v podzemí s italskými partyzány muži a ženy, kteří opustili svou vlast, aby se jednoho dne mohli vrátit do Československa jako svobodní lidé. Vy, mužové, jste byli posláni, abyste bojovali proti tomuto podzemí. Přišli jste na toto bojiště chránit Němce. Osud Německa je již zpečetěn. Hitlerovy armády se rozpadají, jsou poráženy v Rusku, Itálii a Francii a nyní jsou na ústupu ke svým vlastním hranicím. Vojáci, existuje jen jedno vaše velení. Shoďte ze sebe toto německé jho hanby, přejděte k partyzánům. Přijďte ihned. Jen jedna cesta vede do vaší vlasti, cesta, kterou si někteří z vašich krajanů zvolili před čtyřmi lety. Vzpomeňte si na slova presidenta Masaryka: Bojujeme za svobodu Evropy a lidstva! Čeští a slovenští vojáci: Splňte svou povinnost vůči zemi, jež si po tisíc let zachovávala svou duchovní nezávislost. Přejděte k nám! | “ |

Iniciátorkou celé akce byla opět Barbara Lauwersová. Že masové dezerce probíhaly zejména díky operaci Sauerkraut potvrdili přešlí velitelé vládního vojska a dokazovaly to též předmětné letáky v kapsách vojáků.